# Mallada khandalinus
Mallada khandalinus är en insektsart som först beskrevs av Navás 1931.  Mallada khandalinus ingår i släktet Mallada och familjen guldögonsländor. Inga underarter finns listade i Catalogue of Life.